# Wilkie Collins

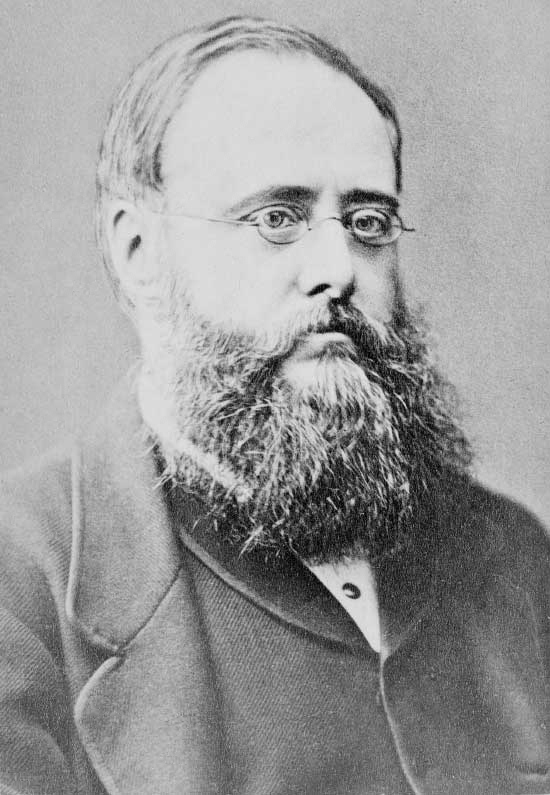
Wilkie Collins.

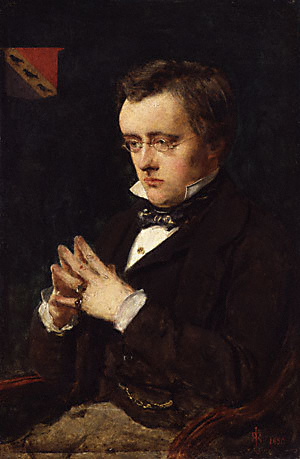
Wilkie Collins, 1850

William Wilkie Collins, född 8 januari 1824 i London, död 23 september 1889 i London, var en brittisk författare, son till William Collins.

## Biografi
Collins var god vän med Charles Dickens och visar i sina sensations- och detektivromaner en del påverkan av denne i miljö- och atmosfärsskildringarna. I konsten att spinna intriger var han en fullvärdig mästare.
Han inledde sin litterära karriär 1850 med en misslyckad historisk roman, men fanns snart sitt främsta litterära område i detektiv- och spänningsromaner, där han snart blev mycket populär. Han skrev såväl romaner och noveller som pjäser, och var en av sin tids mest lästa författare. 
Hans mest kända verk är Kvinnan i vitt (The Woman in White, 1860), som kan beskrivas som en tidig spänningsroman, samt Månstenen (The Moonstone, 1868), som anses för den första engelskspråkiga kriminalromanen.